# Berbeo
Berbeo – miasto w Kolumbii, w departamencie Boyacá.